# گرانیل‌گرانیول
گرانیل‌گرانیول (به انگلیسی: Geranylgeraniol) یک ترکیب شیمیایی با شناسه پاب‌کم ۵۲۸۱۳۶۵ است. شکل ظاهری این ترکیب، مایع شفاف است.